# Елисеев, Василий Николаевич
Елисеев Василий Николаевич (22.01.1918 г. село Сясьские Рядки Изсадской волости 3-го стана Новоладожского уезда Петроградской губернии — 2.01.1943 г. село Зеликовка, Белгородский район Ворошиловградской области) советский танкист, гвардии старший лейтенант, герой Великой Отечественной войны, кавалер ордена Ленина, ордена Красного Знамени, ордена Отечественной войны 1-й степени, представлен к званию Герой Советского Союза.

## Биография
Василий Николаевич Елисеев родился в семье инженера-гидротехника Николая Елисеева в селе Сясьские Рядки 22 января (4 февраля по новому стилю) 1918 года. В 1928 году семья Елисеевых переехала в Ленинград и Василий начал учиться в 41 школе (бывшей Петришуле). В 1938 году поступил в Ленинградский индустриальный институт (так с 1934 по 1940 году назывался Ленинградский политехнический институт) на энергомашиностроительный факультет наи специальность «Автомобили и тракторы», затем в 1940 году перевелся на Автомеханический факультет. Окончил 3 курса (гр. 307).
В июле 1941 года был отправлен на строительство оборонительных сооружений в Лемболово. В августа 1941 года добровольцем ушел в РККА. Как имеющий профильное незаконченное высшее образование, был направлен в Магнитогорское танковое училище, которое окончил с отличием. С июля 1942 года на фронте. Командир танка Т-34 380-го отдельного танкового батальона 174-й танковой бригады.
1 и 2 июля в бою у села Горшечное Курской области огнем из своего танка Василий Елисеев уничтожил 2 танка, орудие ПТО. При отходе части на новый рубеж в населенный пункт Семилуки танк Елисеева уничтожил ещё 4 танка противника. В восьми атаках за освобождение Воронежа экипаж Елисеева уничтожил 8 орудий ПТО, 2 минометных батареи, 5 станковых пулеметов, склад боеприпасов и большое количество живой силы противника.
В ходе рейда по тылам противника 16 — 20 декабря 1942 года танковой ротой, под командованием гвардии старшего лейтенанта Елисеева, было уничтожено 25 орудий ПТО, 5 танков, 52 грузовика с пехотой, 4 самоходных орудия, 15 станковых пулеметов, 4 полевых кухни, 4 минометных батареи, 8 дальнобойных орудий, 4 тягача, свыше 750-ти солдат и офицеров противника.
Личный счет гвардии старшего лейтенанта командира танковой роты Василия Елисеева — 12 бронеедениц.
2 января 1943 года танк Василия Елисеева подорвался на мине. Похоронен в селе Зеликовка Белгородского района Ворошилградской области.

## Награды
За полгода боёв Василий Николаевич Елисеев был удостоен следующих наград:
Орден Ленина (13.07.1942 г.)
Представлен к званию Героя Советского Союза (24.12.1942 г.)
Орден Красного Знамени (18.02.1943 г.) (посмертно)
Орденом Отечественной войны 1 степени (11.01.1943 г.)

## Память
К сороковой годовщине Победы на месте захоронения в селе Зеликовка установлен памятник.